# Travný (přírodní rezervace)
Přírodní rezervace Travný  je vyhlášena na západním úbočí hory Travný v Moravskoslezských Beskydech. Účelem rezervace je hlavně ochrana fragmentů přirozených lesních porostů s výskytem vzácných rostlin a živočichů. Chráněné území se nachází na ploše s převýšením až 673 m, od čehož se odvíjí pestrost složení přítomné vegetace. Většinu rezervace zabírají lesní porosty 5.–7. lesního vegetačního stupně. V bylinném patru se vyskytují karpatské endemity jako kyčelnice žláznatá.
V rezervaci se pravidelně objevují velké šelmy jako medvěd hnědý a rys ostrovid, nepravidelně i vlk obecný. Z pravidelně hnízdících ptáků lze jmenovat datla černého či jeřábka lesního. Příležitostný je výskyt tetřeva hlušce, o jehož návrat do rezervace ochranáři usilují. Z obojživelníků se zde vyskytuje mj. mlok skvrnitý, z plazů užovka obojková, z měkkýšů modranka karpatská nebo řasnatka lesní.
Kvůli prudkým svahům Travného a tím i špatné přístupnosti rezervace bylo území dlouhá staletí netknuto působením člověka. Až od 60. let 20. století zde byly prováděny těžařské zásahy, které měly v některých případech takřka devastující charakter. I z tohoto důvodu bylo vyhlášení ochrany nad územím dlouho odkládáno. Přírodní rezervace zde byla vyhlášena až v roce 2000, i když se o ní uvažovalo již od šedesátých let. Území leží relativně stranou turistického ruchu, pouze její severovýchodní okraj míjí modře značená turistická stezka.

## Lokalita
Přírodní rezervace Travný se nachází v Lysohorské hornatině v centrální části Moravskolezských Beskyd. Leží v okrese Frýdek-Místek na katastrálním území Morávka a Krásná pod Lysou Horou, které přísluší k obci Krásná. Kolem rezervace není vyhlášeno ochranné pásmo, takže dle § 37 Zákona o ochraně přírody a krajiny (č. 114/1992 Sb.) je za ochranné pásmo považováno území do 50 m od lokality. Chráněné území začíná na západě u potoka Mohelnice, a táhne se až k vrcholu hory Travný (1 204 m n. m.), která patří k nejvyšším beskydským tisícovkám. Na severní straně rezervace protéká Medvědí potok.
Rezervace zabírá významnou část západního svahu Travného od vrcholu až do údolí, takže zde dochází na poměrně malém území k vysokému převýšení, které dosahuje až 673 m, což je jedno z největších převýšení v rámci českých maloplošných chráněných území. Na druhé straně Travného, na jeho východních svazích, se nachází další přírodní rezervace – Travný potok.
Celková výměra rezervace je 154,8515 ha, přičemž přes 153,30 ha zabírají lesní pozemky.

## Historie

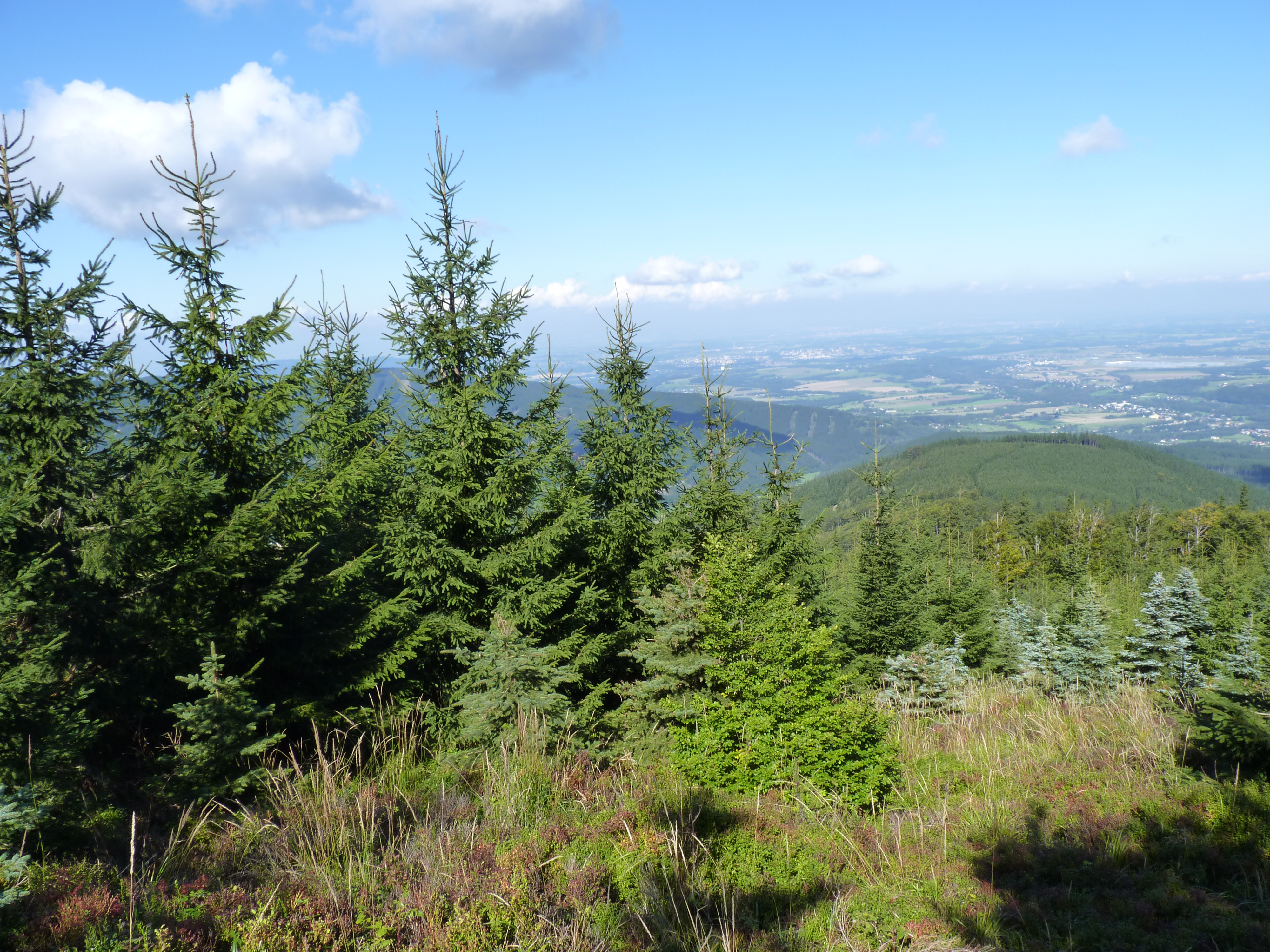
Svahy rezervace Travný (2010)

Území, kde se dnes nachází přírodní rezervace Travný, stálo dlouhou dobu stranou lidského zájmu. Teprve s valašskou kolonizací v 15.–17. století se začaly místy kácet lesy za účelem salašnictví. Kácení se však omezovalo jen na vrcholy a hřebeny hor, takže pralesní porosty v těžko přístupných svazích Travného zůstávaly nadále netknuty a těžilo se zde pouze výjimečně. Ani všeobecně zvýšená poptávka po dřevu v 19. století se oblasti příliš nedotkla. K většímu těžařskému zásahu však došlo v roce 1963, kdy se na základě nového lesohospodářskému plánu započalo s kácením tzv. „přestárlých porostů“.
V reakci na to se vyskytl první pokus o vytvoření rezervace na svazích Travného. Tehdejší návrh doktorů Petra a Josefa Nohelových však nenašel u úřadů odezvu a až v roce 1974 se začalo o rezervaci uvažovat znovu. Schvalovací orgány se však léta nemohly shodnout na výměře ani na tom, jakého typu by chráněné území mělo být. K nerozhodnosti schvalovacích orgánů přispělo i to, že následkem imisí a hlubokých teplotních zvratů na přelomu let 1978–79 došlo k poničení části porostu rezervace. V roce 1980 zde proto byla vybudována síť cest, které sloužily k těžařským účelům. Podle Jiřího Kupky však tehdy došlo k podcenění regeneračních schopností lesa, zejména buku a jedle. V roce 1983 tedy úřady vydaly prohlášení, že ustupují od záměru vyhlášení ochrany nad územím, protože „lze předpokládat další vliv exhalátů a narušování biocenosy.“
Další negativní vliv na rezervaci měly nahodilé těžby v následujících letech, znečištěné ovzduší i zvýšený turismus a přemnožená zvěř. K vyhlášení ochrany nad územím došlo až v roce 2000, kdy bylo území prohlášeno za přírodní rezervaci.

## Přírodní poměry

### Geologie
Geologické podloží oblasti je tvořeno flyšovými komplexy godulského souvrství, přičemž nad jílovci převažují pískovce. Sedimentace flyšových usazenin započala koncem jury a skončila v paleogénu. Toto flyšové pásmo se skládá z tektonických vrstev, které jsou výsledkem mnohonásobných orogenetických pohybů alpinských fází sávské a staroštýrské. Z geomorfologického hlediska je území výrazně členité. Koryta horských bystřin jsou hluboce zaříznutá do masivu hory a zřetelně tak ovlivňují ráz rezervace. Horninové podloží odpovídá slezskému příkrovu, místy jsou patrná kamenná moře. Díky příkrým svahům rezervace je horninové podloží náchylné ke všem druhům eroze, která se projevuje především přítomností balvanů. Půdní pokryv rezervace je tvořen mělkými lesními půdami i podzoly, v nižších polohách se nachází povodňové hlíny a vlivem Mohelnice i štěrky.

### Flóra

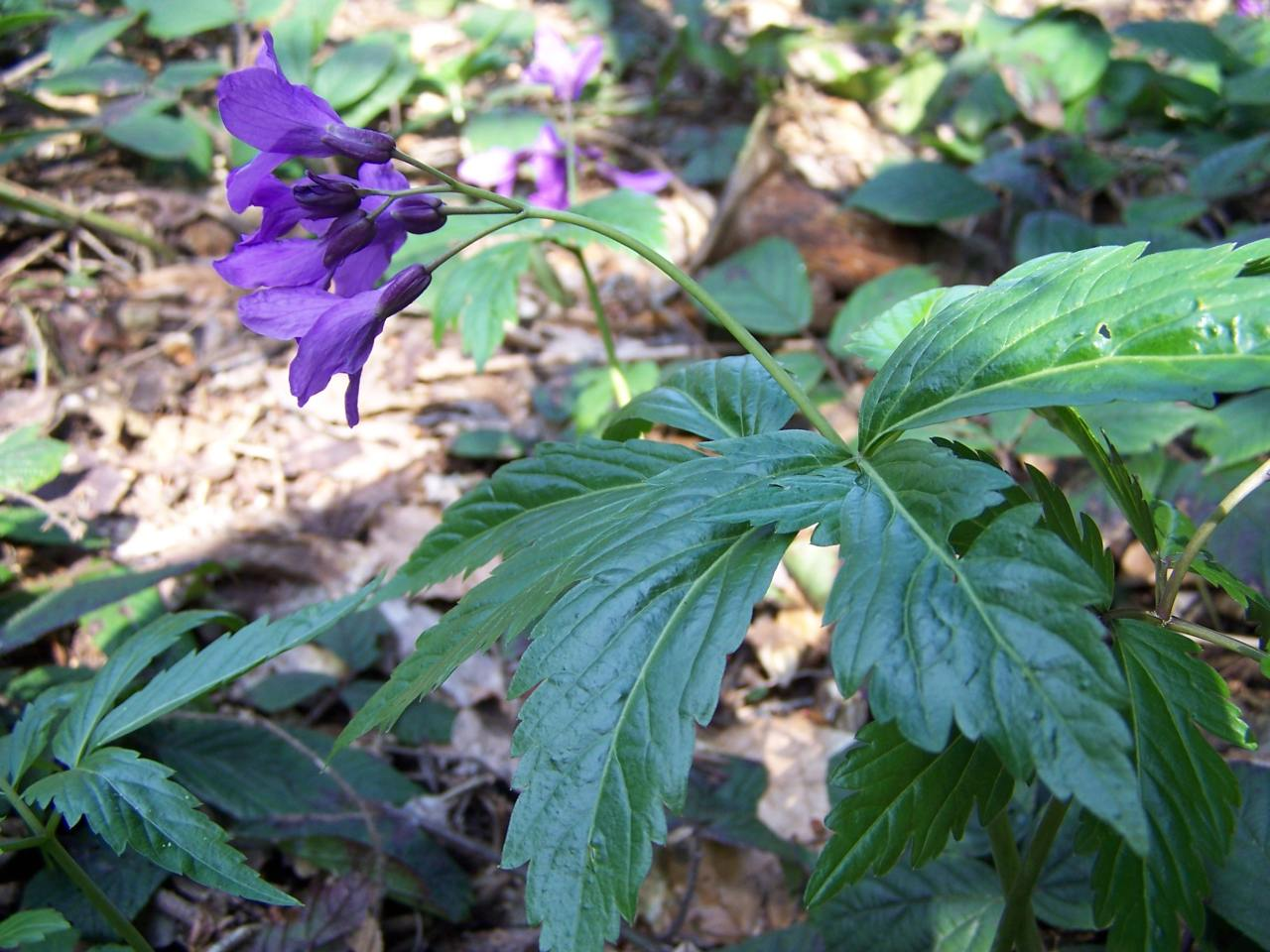
Karpatský endemit
kyčelnice žláznatá

Následkem vysokého převýšení je skladba vegetace značně pestrá, drtivou většinu území zabírají lesní porosty. V rezervaci je 5.–7. lesní vegetační stupeň, tzn. jedlo-bukové, smrko-bukové a bukovo-smrkové porosty. Většina vegetace je původní, v menší míře se zde objevují i nepůvodní druhy, především smrkové dřeviny. Převažující dřevinou je buk lesní (Fagus sylvatica), poměrně častým je smrk ztepilý (Picea abies), občasnými jsou jedle bělokorá (Abies alba) a javor klen (Acer pseudoplatanus) a spíše výjimečným je jilm drsný (Ulmus glabra). Ve vyšších polohách se objevují i uměle vysazené dřeviny jako smrk pichlavý (Picea pungens), borovice kleč (Pinus mugo) a olše zelená (Alnus alnobetula). Naopak v nižších polohách u potoka Mohelnice lze výjimečně narazit i na druhy jako dub zimní (Quercus robur), jasan ztepilý (Fraxinus excelsior), jeřáb ptačí (Sorbus aucuparia), jilm drsný (Ulmus glabra), olše šedá (A. incana), olše lepkavá (A. glutinosa), třešeň ptačí (Prunus avium) a javor mléč (Acer platanoides). Podle nálezů saproxylických brouků, jež jsou řazeny k reliktům kontinuálních lesů, je pravděpodobné, že rezervace patří k lokalitám s dlouhou kontinuitou lesa.
Bylinné patro je relativně řídké, mj. zde roste bika hajní (Luzula luzuloides), bika žlutavá (L. luzulina), brusnice borůvka (Vaccinium myrtillus), kokořík mnohokvětý (Polygonatum multiflorum), kyčelnice cibulkonosná (Dentaria bulbifera), metlička křivolaká (Avenella flexuosa), mléčka zední (Mycelis muralis), jestřábník zední (Hieracium murorum), plicník tmavý (Pulmonaria obscura), pstroček dvoulistý (Maianthemum bifolium), rozrazil lékařský (Veronica officinalis), šalvěj lepkavá (Salvia glutinosa), šťavel kyselý (Oxalis acetosella), třtina rákosovitá (Calamagrostis arundinacea), violka lesní (Viola reichenbachiana), věsenka nachová (Prenanthes purpurea) a vraní oko čtyřlisté (Paris quadrifolia). V některých částech rezervace lze nalézt i sněženku podsněžník (Galanthus nivalis). Ve vyšších polohách se začínají objevovat druhy typické pro horské oblasti jako jsou bika lesní (L. sylvatica), plavuň pučivá (Lycopodium annotinum), podbělice alpská (Homogyne alpina), sedmikvítek evropský (Trientalis europaea), třtina chloupkatá (Calamagrostis villosa) a hořec tolitovitý (Gentiana asclepiadea).
V rezervaci roste i karpatský endemit kyčelnice žláznatá (Dentaria glandulosa).

### Fauna

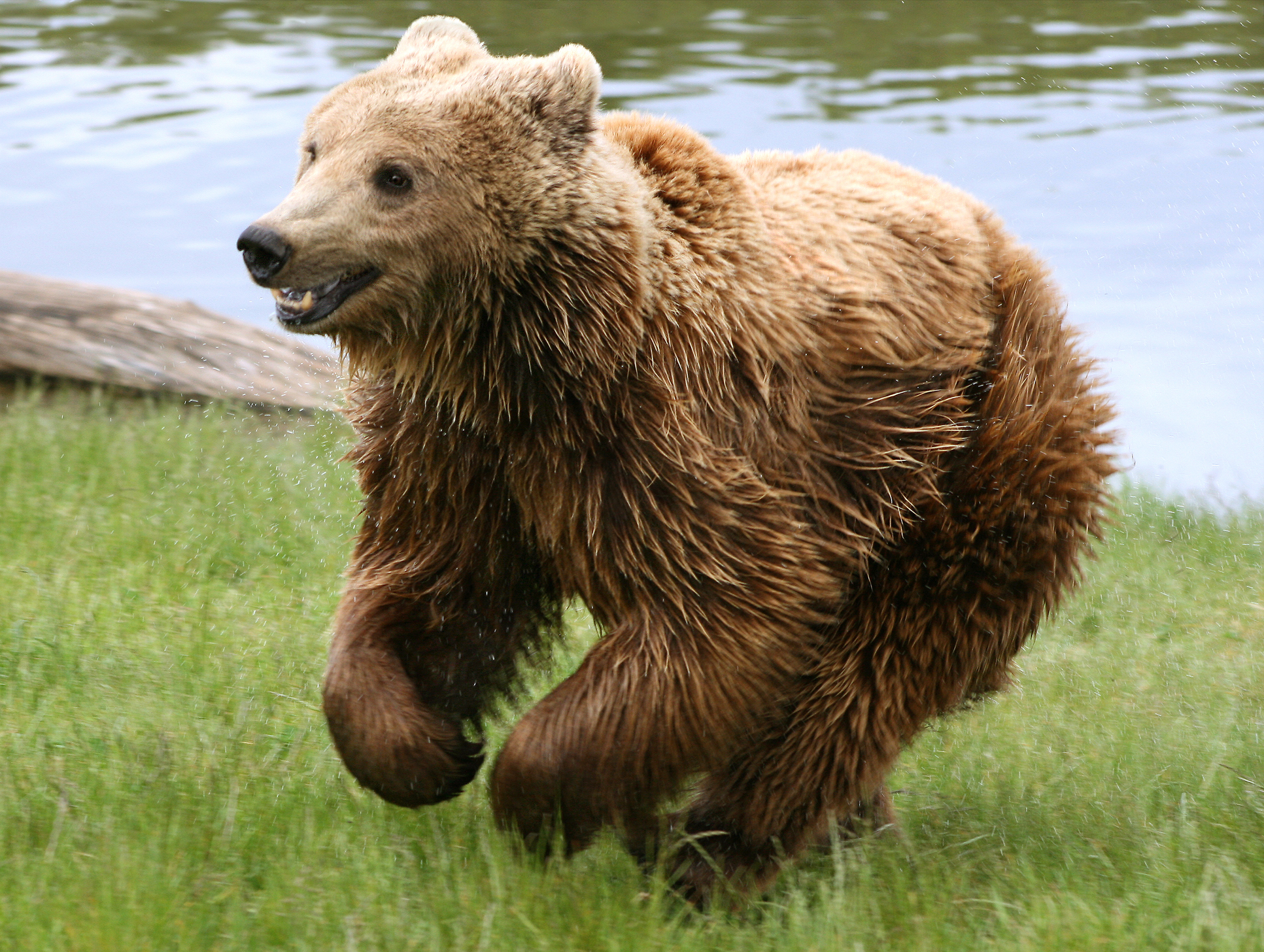
Medvěd hnědý,
pravidelný návštěvník rezervace

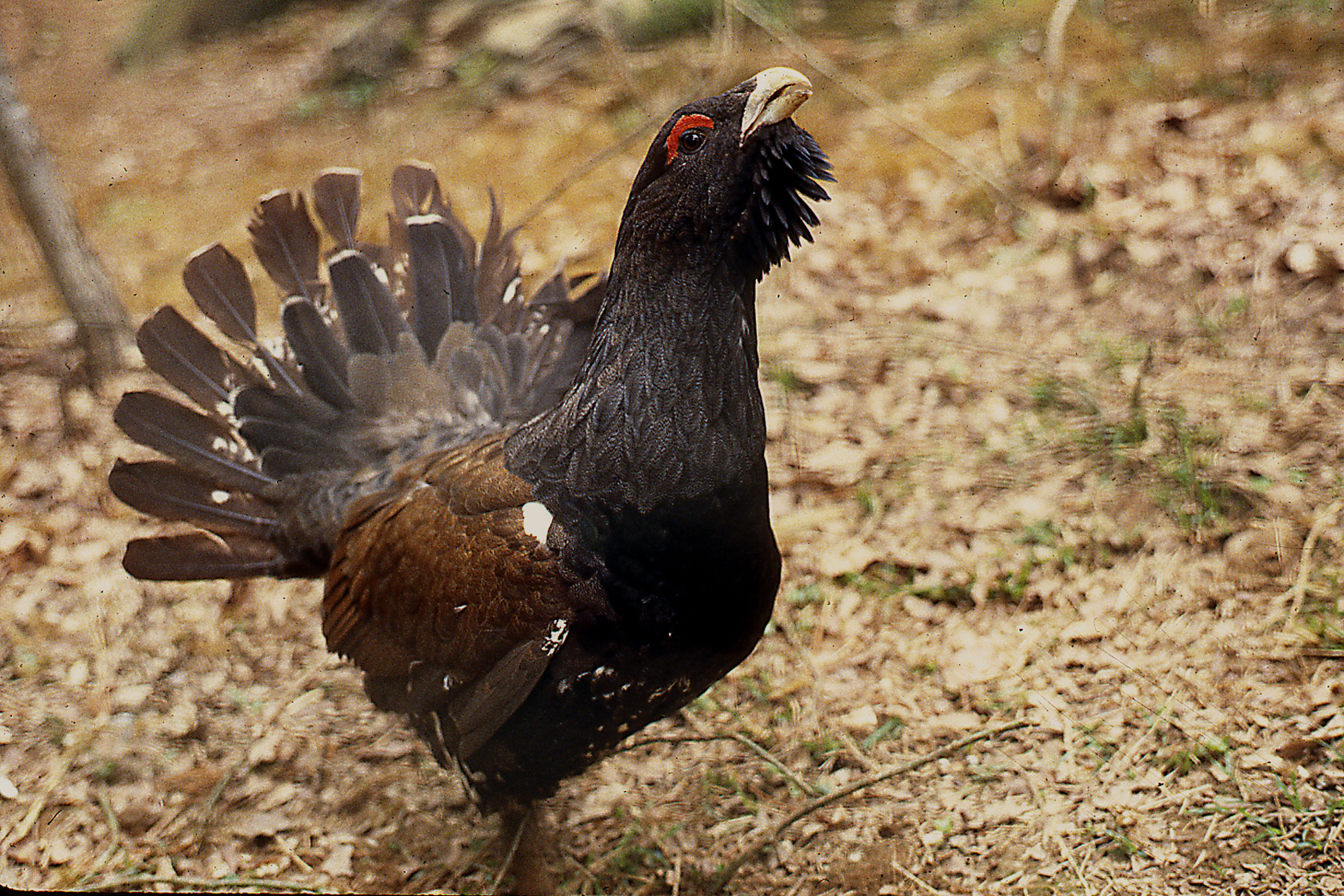
Tetřev hlušec, o jehož návrat
do rezervace se ochranáři snaží

Rezervace je bohatá na výskyt velkých šelem. Největší šelmou rezervace s pravidelným výskytem je medvěd hnědý (Ursus arctos). Pravidelně se zde vyskytuje i rys ostrovid (Lynx lynx), nepravidelně vlk obecný (Canis lupus). Tyto tři šelmy se na území České republiky společně vyskytují pouze v Beskydech. Z drobnějších savců se v rezervaci objevují např. rejsek obecný (Sorex araneus), myšice lesní (Apodemus flavicollis), norník rudý (Clethrionomys glareolus), veverka obecná (Sciurus vulgaris), plch velký (Glis glis) a plšík lískový (Muscardinus avellanarius). Pravidelný je výskyt jelena evropského (Cervus elaphus), srnce obecného (Capreolus capreolus) a prasete divokého (Sus scrofa).
I když je rezervace Travný spolu s Travným potokem ornitologicky nejcennější partií jádrového území masivu Travného v rámci ptačí oblasti Beskydy, je zdejší populace chráněných druhů ptactva nestabilní. Je to způsobeno hlavně absencí souvislejšího lesa pralesovitého charakteru. Největší homogenní část lesa představují bučiny, avšak vzhledem ke svému mládí nepředstavují pro většinu chráněných ptáků ideální biotop. Velmi citlivý na biotop je zejména tetřev hlušec (Tetrao urogallus), který se v rezervaci vyskytuje jen příležitostně. Ze vzácnějších druhů zde nepravidelně hnízdí datlík tříprstý (Picoides tridactylus), strakapoud bělohřbetý (Dendrocopos leucotos), lejsek malý (Ficedula parva), puštík bělavý (Strix uralensis). Naopak datel černý (Dryocopus martius) a jeřábek lesní (Bonasa bonasia) zde hnízdí pravidelně.

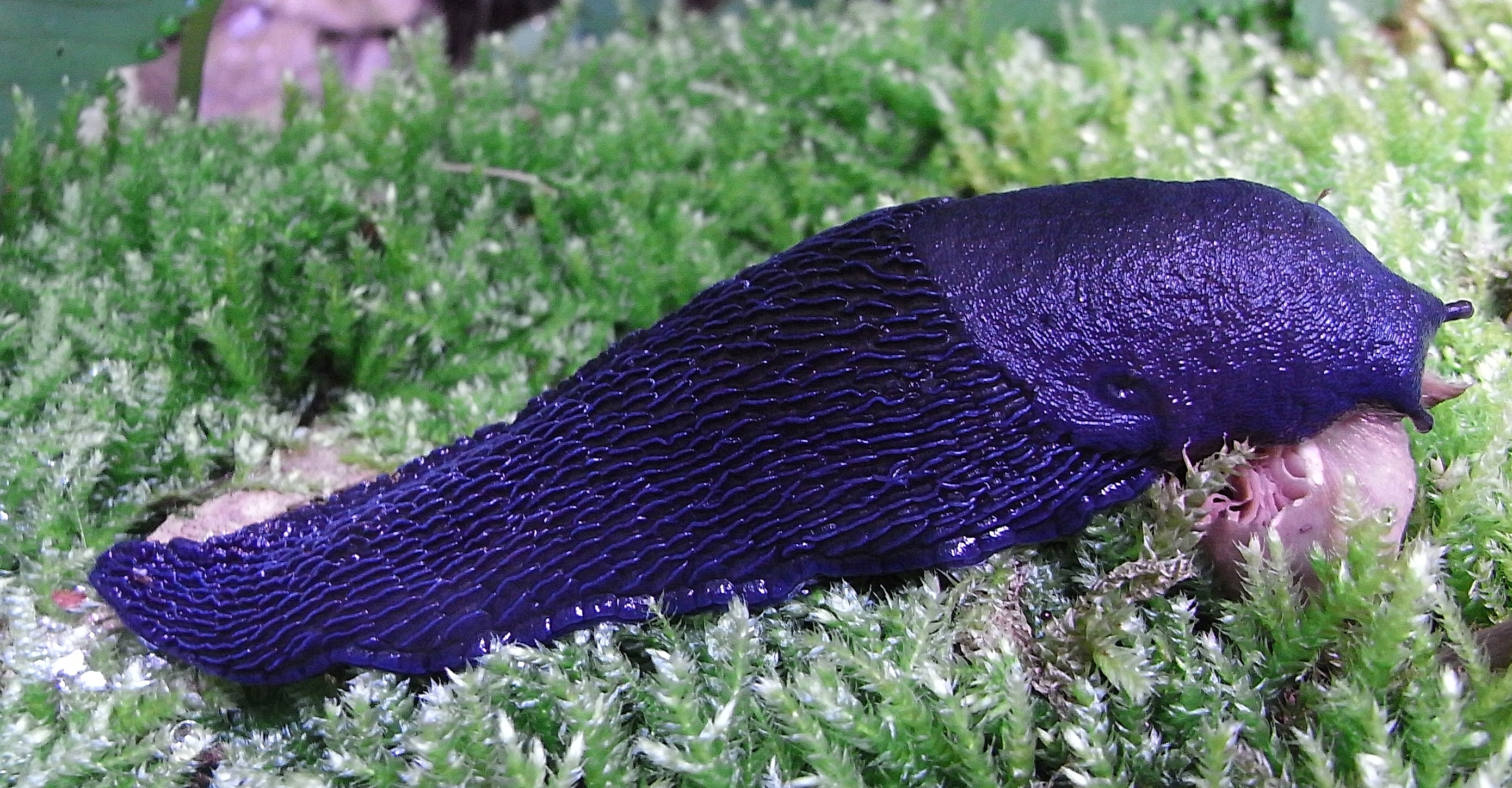
Modranka karpatská,
karpatský endemit

Co se týče entomofauny, podrobné a aktuální informace dosud chybí. Známe jsou pouze výsledky bratří Nohelových, kteří v 60. letech v rezervaci nalezli druhy jako Cymindis cingulata, Atomaria sahlbergi, Adexius scrobipennis, Anotylus clypeonitens, Rabocerus gabrieli a Neuraphes bescidicus. Dále zde byly zjištěny nálezy Corticaria spp., Atomaria bescidica, Rhopalopus ungaricus, Ceruchus chrysomelinus, Parammoecius corvinus, Phloeostichus denticollis, Ostoma grossa a Ampedus auripes. Nálezy bratří Nohelových ukazují, že se v rezervaci v minulosti nacházely velmi vzácné druhy brouků. Je však pravděpodobné, že populaci zmíněných druhů negativně poznamenaly těžařské zásahy v následujících desetiletích. Ze zjištěných vzácných druhů z aktuálního období lze jmenovat alespoň zdobence skvrnitého (Trichius fasciatus) či kriticky ohroženého roháčka jedlového (Ceruchus chrysomelinus).
V roce 2007 byl v rezervaci pro veden malakozoologický průzkum, jehož cílem bylo zjistit stav, resp. druhové rozložení měkkýšů. Celkem zde bylo zjištěno 35 druhů měkkýšů, z toho 33 druhů suchozemských plžů a 2 plži vodní. K nejčastějším zástupcům patří modranka karpatská (Bielzia coerulans), řasnatka lesní (Macrogastra plicatula), vrásenka okrouhlá (Discus rotundatus), slimák popelavý (Limax cinereoniger), kuželík drobný (Euconulus fulcus) a blyštivka rýhovaná (Perpolita hammonis). Naopak ke vzácnějším zástupcům patří např. závornatka drsná (Clausilia dubia), vřetenovka rovnoústá (Cochlodina orthostoma), ostroústka bezzubá (Columella edentula), skalnice lepá (Faustina faustina), plovatka malá (Galba truncatula) a vrkoč malinký (Vertigo pygmaea). Průzkum ukázal, že druhová rozmanitost měkkýšů v rezervaci roste s pralesovitostí lesa. Větší výskyt měkkýšů byl zaznamenán v nižších polohách, s přibývající nadmořskou výškou početnost měkkýšů ubývá.
Rezervace je bohatá na výskyt plazů a obojživelníků. Na vlhčích místech žije mlok skvrnitý (Salamandra salamandra), skokan hnědý (Rana temporaria), kuňka žlutobřichá (Bombina variegata) a ropucha obecná (Bufo bufo), z plazů se zde vyskytuje mj. zmije obecná (Vipera berus), užovka obojková (Natrix natrix), slepýš křehký (Anguis fragilis) a ještěrka živorodá (Zootoca vivipara).

## Ochrana
U rezervace dochází k několikanásobnému překryvu s dalšími chráněnými území, konkrétně s chráněnou krajinnou oblastí Beskydy, stejnojmennou ptačí oblastí i evropsky významnou lokalitou. Od roku 2000 jsou v rezervaci prováděny ochranářské zásahy. Jedná se především o podsadbu dřevin na prosvětlených místech (dubem, jedlí a klenem), realizovány byly občasné probírky i disturbance. Dlouhodobým cílem ochranářů je zvýšit výskyt původní jedle na místo invazivního smrku a především trvalý návrat tetřeva hlušce. Lesnické práce ve výškách nad 900 m n. m. se proto provádí výhradně v dobách, kdy by nedocházelo k vyrušování potenciálně přítomných tetřevů (tzn. mimo období toku, zimování, hnízdění a vyvádění mláďat).
Negativní vliv na pobyt živočichů v rezervaci může mít turistika, stejně jako cykloturistika, která se v lokalitě v poslední době rozmáhá i přes to, že tudy nevede žádná značená cyklotrasa a cyklisté využívají turistických tras. Což není zakázáno. Dalším, zatím nevyhodnoceným, nebezpečím by mohla být lovecká chata Barnoška, která leží v klíčové části rezervace na samotné hranici jedlobukového pralesa. Tuto chatu pravidelně navštěvují skauti i o větším počtu a svou aktivitou mohou negativně působit na některé chráněné druhy zvěře, převážně v době hnízdění či páření.

## Turismus
Rezervace se nachází v relativně klidném území mimo lyžařské areály, ani na vrcholu Travného se nenachází turistická chata. Turistické trasy se přímo v rezervaci nenachází, pouze severovýchodní okraj rezervace míjí modře značená turistická trasa vedoucí z Pražma na vrchol Travného. I když se v rezervaci nenachází cyklotrasy, vzhledem k množství lesních cest v rezervaci se v posledních letech zvyšuje počet cyklistů, kteří do rezervace jezdí, využívají totiž zimní lyžařské značení Beskydské magistrály.